# Sicherheitsbereich

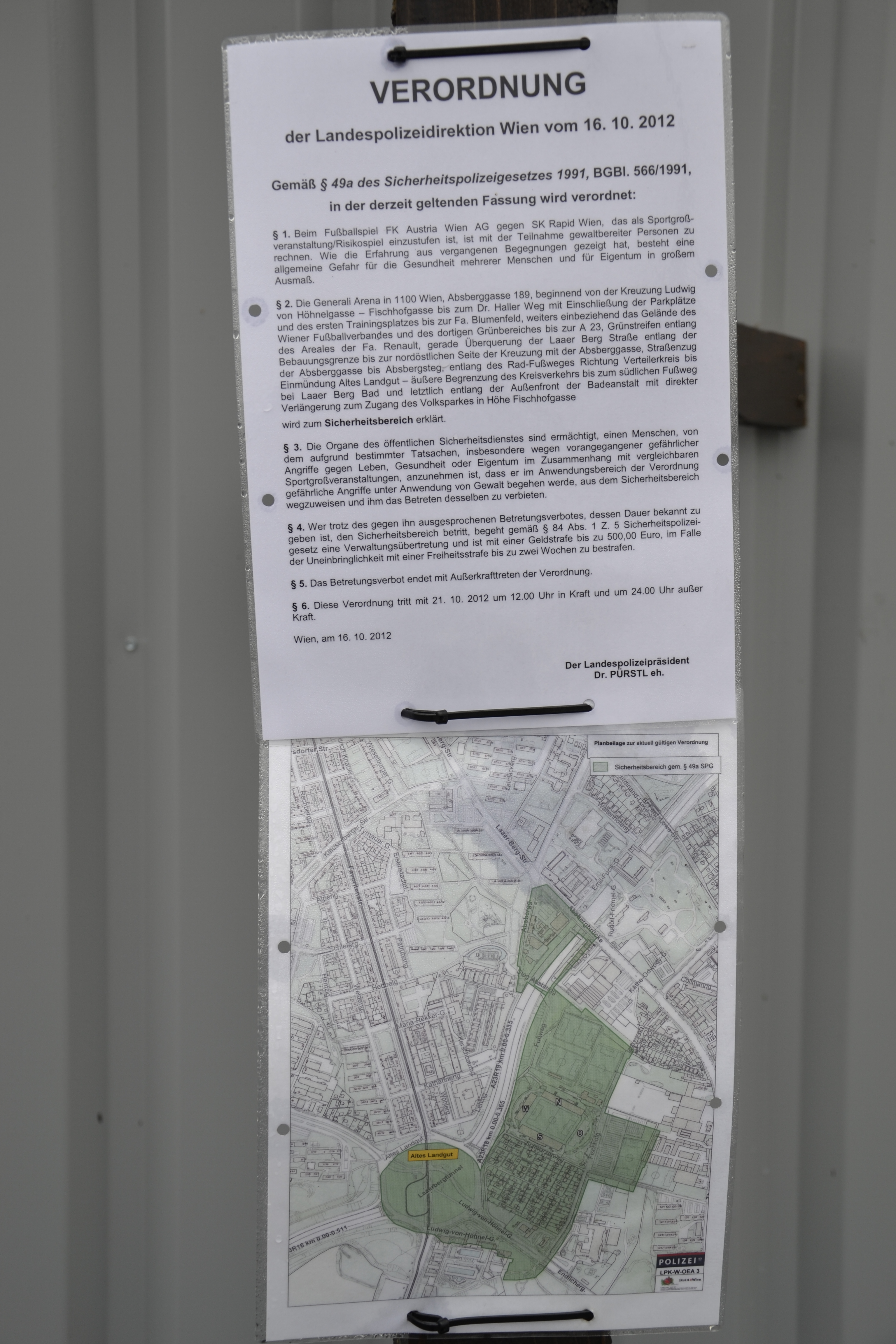
Kundmachung einer Sicherheitsbereich-Verordnung

Die Einrichtung eines Sicherheitsbereichs ist eine Maßnahme österreichischer Sicherheitsbehörden zur Verhinderung von Gewalt bei Sportgroßveranstaltungen. Der vor dem jeweiligen Sportgroßereignis rund um den Veranstaltungsort per Verordnung eingerichtete Sicherheitsbereich räumt den Organen des öffentlichen Sicherheitsdienstes (insbesondere den Beamten der österreichischen Bundespolizei) besondere Befugnisse in diesem ein.
Geschaffen wurde die Möglichkeit der Einrichtung eines Sicherheitsbereichs, geregelt im § 49a Sicherheitspolizeigesetz, im Vorfeld der Fußball-Europameisterschaft 2008. Praktische Anwendung findet der Sicherheitsbereich heute insbesondere im Umfeld von so genannten „Risikospielen“ in der Fußball-Bundesliga, wie etwa dem Wiener Derby.

## Gesetzliche Regelung
Der § 49a SPG gliedert sich in zwei Absätze, wobei der erste Absatz die formalen Kriterien aufzählt, die für den Erlass einer Verordnung vonnöten sind und der zweite Absatz die konkrete Ausgestaltung des Wegweisungsrechts der Exekutivorgane erläutert.
Hinsichtlich des rechtmäßigen Zustandekommens einer Verordnung zur Erklärung eines Sicherheitsbereichs muss die örtlich zuständige Sicherheitsbehörde im Vorfeld einer Sportgroßveranstaltung aufgrund bestimmter Tatsachen davon ausgehen, dass es bei der Durchführung der Veranstaltung zu einer allgemeinen Gefahr für die Gesundheit mehrerer Menschen oder für Eigentum in großem Ausmaß kommen könnte. Sodann kann die Behörde den Veranstaltungsort und einen Bereich im Umkreis von maximal 500 Metern um den Veranstaltungsort herum zum Sicherheitsbereich erklären.
Die Organe des öffentlichen Sicherheitsdienstes werden innerhalb des von der Behörde bezeichneten Sicherheitsbereiches ermächtigt, Personen, von denen angenommen werden kann, dass diese gefährliche Angriffe unter Anwendung von Gewalt begehen werden, wegzuweisen. Dieses Wegweisungsrecht der Exekutivorgane erstreckt sich immer nur auf Einzelpersonen und ist für diese zeitlich und örtlich begrenzt. Wer die Wegweisung missachtet, begeht gemäß § 84 Abs. 1 Z 5 SPG eine Verwaltungsübertretung, die mit Geldstrafe bis zu 500 Euro oder mit bis zu zweiwöchiger Ersatzfreiheitsstrafe bestraft werden kann.

### Auswirkung im Strafrecht
Die Verordnung eines Sicherheitsbereichs hat neben den verwaltungsstrafrechtlichen Aspekten auch Auswirkungen im gerichtlichen Strafrecht. So kennt das österreichische Strafgesetzbuch im Rahmen der Bestimmungen zur Teilnahme am Raufhandel (§ 91 StGB) unter Absatz 2a eine Qualifikation bei der tätlichen Teilnahme an einer Schlägerei oder einem Angriff mehrerer in einem Sicherheitsbereich bei Sportgroßveranstaltungen.
Im Gegensatz zum Grundtatbestand des Raufhandels ist es für die Qualifikation nach Absatz 2a nicht nötig, dass es im Rahmen dieser Schlägerei oder des Angriffs mehrerer zu einer schweren Körperverletzung oder zum Tod eines anderen kommt. Bei einem Raufhandel in einem Sicherheitsbereich bei einer Sportgroßveranstaltung ist bereits die tätliche Teilnahme strafbar, wobei der Strafrahmen (bis zu ein Jahr Freiheitsstrafe oder Geldstrafe bis zu 360 Tagessätzen) dem des Grundtatbestands im Fall einer schweren Körperverletzung eines anderen entspricht.
Strafrechtlich muss sich zur Verwirklichung des § 91 Abs. 2a der Vorsatz des Täters auch auf die Tatsache beziehen, dass er sich innerhalb eines Sicherheitsbereichs bei einer Sportgroßveranstaltung befindet. Wenn ihm dies zum Zeitpunkt der Schlägerei nicht bewusst gewesen ist, so hat er jedenfalls hinsichtlich der Qualifikation nicht vorsätzlich gehandelt und ist nicht nach § 91 Abs. 2a StGB (sondern gegebenenfalls nur nach dem Grundtatbestand) zu bestrafen.